# Ernst Ziller
Ernst Moritz Theodor Ziller (22. června 1837 Radebeul – 4. listopadu 1923 Athény) byl německý architekt, působící převážně v Řecku. Vytvořil v Athénách a dalších městech řadu reprezentativních staveb, byl vyznavačem neoklasicistního stylu, zužitkovávajícího byzantské a renesanční vlivy.
Byl synem stavitele Christiana Gottlieba Zillera. V roce 1858 dokončil studia na Drážďanské výtvarné akademii a nastoupil do ateliéru Theophila von Hansena. V roce 1861 odjel do Řecka, aby pracoval na stavbě Athénské akademie. V Řecku již zůstal, založil rodinu (jeho dcera Iosifina Dimasová-Zillerová byla úspěšnou malířkou) a byl známý jako Ernestos Tsiller (Ερνέστος Τσίλλερ). V roce 1872 získal profesuru na Národní technické univerzitě v Athénách. K jeho významným stavbám patří Řecké národní divadlo, nový královský palác, hlavní budova Řecké národní banky, mauzoleum Heinricha Schliemanna na Prvním athénském hřbitově, fontána na náměstí Syntagma, radnice v Ermupoli, archeologické muzeum v Egio, Apollónovo divadlo v Patrách, nádraží v Olympii a chrám Řehoře Palamy v Soluni, projektoval také četné soukromé rezidence. Věnoval se rovněž archeologii a zkoumal antickou architekturu. Ziller a Anastasios Metaxas provedli rekonstrukci stadionu Panathinaiko pro Letní olympijské hry 1896.

## Fotogalerie

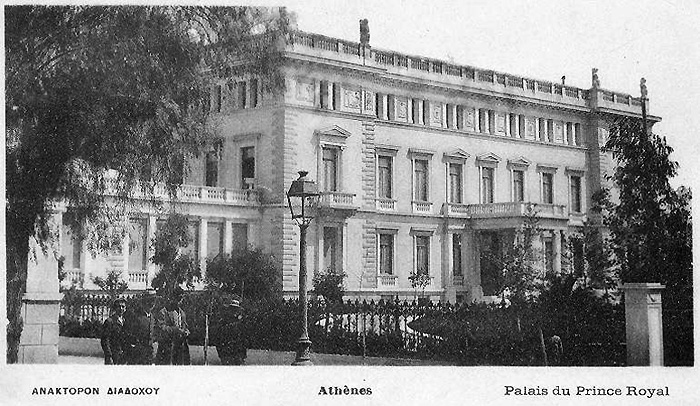
Prezidentský palác
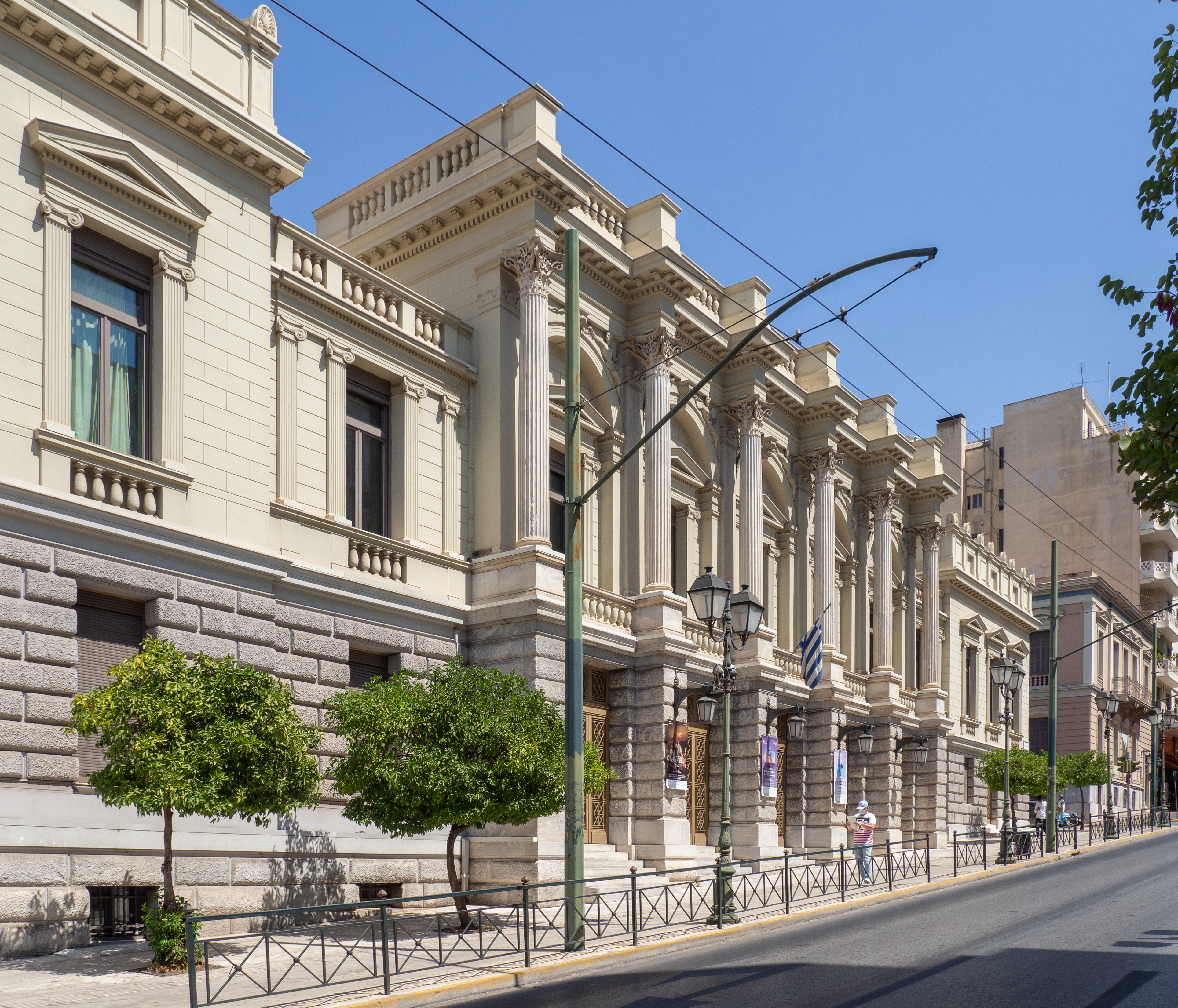
Národní divadlo
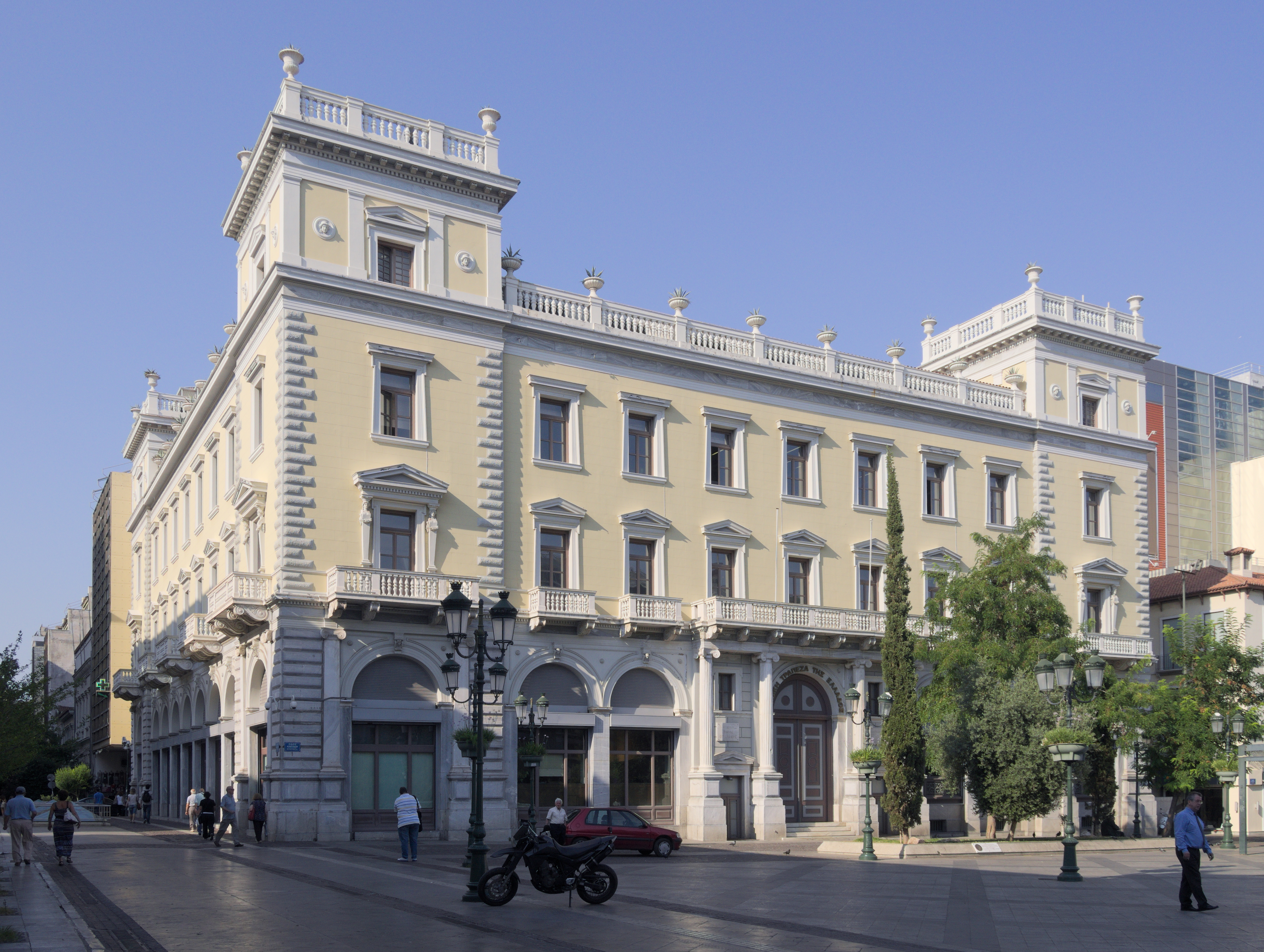
Megaro Mela